# Hahnville
Hahnville est une census-designated place (CDP) et le siège de la paroisse de Saint-Charles, en Louisiane, aux États-Unis. La population était de 2792 au recensement de 2000. Hahnville est nommée ainsi en l'honneur de Michael Hahn, gouverneur de la Louisiane de 1864 à 1865.

## Géographie
Selon le Bureau du recensement des États-Unis, Hahnville a une superficie totale de 23 km2, dont 20 km2 de terres et 2,6 km2 d'étendues d'eau.

## Démographie
Au recensement de l'an 2000, il y avait de 2792 personnes, soit 987 ménages ou 752 familles résidant dans la CDP. La densité de la population était de  138,6 personnes par km2. Il y avait 1078 unités de logement. La composition ethnique était de 47.82% Blancs, 50.90% Afro-américains, 0,29% Amérindiens.

## Instruction publique
Il y a une école publique, le high school Hahnville. 
Les étudiants Noirs allaient historiquement à la Hahnville Colored School (école pour personnes de couleur Hahnville) et au high school G. W. Carver. L'école Eual J. Landry était auparavant située dans cette communauté.

## Personnalités liées à la ville
- LaRon Byrd, receveur de la NFL.
- Mutt Carey, trompettiste de jazz.
- Michael Hahn, juge d'État, gouverneur, et député à la chambre des représentants de Louisiane.